# کمی شکر روی من بپاش
«روی من کمی شکر بپاش» (به انگلیسی: Pour Some Sugar on Me) ترانه‌ای از گروه راک انگلیسی دف لپارد می باشد. این یکی از قطعات آلبوم سال ۱۹۸۷ گروه با نام هیستریا و یکی از تک‌آهنگ‌های آن آلبوم هم بوده‌است. این تک‌آهنگ پس از انتشار ۲۴ هفته در جدول ۱۰۰ آهنگ داغ بیلبورد حضور داشت و بالاترین جایگاهش رتبهٔ دوم آن جدول بود که در ۲۳ ژوئیه ۱۹۸۸ ثبت شد.
این قطعه، که آهنگ امضای دف لپارد به‌شمار می‌آید در سال ۲۰۰۶ و در فهرست «۱۰۰ ترانهٔ برتر دههٔ ۸۰» وی‌اچ‌وان جایگاه دوم را به‌خود اختصاص داده‌است.

## دست‌اندرکاران

### دف لپارد
- جو الیوت – آواز
- استیو کلارک – لید گیتار، بَک وکال
- فیل کالن – لید و ریتم گیتار، بَک وکال
- ریک سوج – باس، بَک وکال
- ریک آلن – درامز، بَک وکال